# Valeria Sorokina
Valeria Sorokina (n. 29 martie 1984, Reshetikha, Nizhny Novgorod Oblast⁠(d), Volodarsky District⁠(d), RSFS Rusă, URSS) este o jucătoare de badminton ce a reprezentat Rusia, medaliată olimpică. A participat la o ediție a Jocurilor Olimpice (2012) în care a câștigat o medalie de bronz.